# Слоу фокстрот
Фокстрот е един от стандартните спортни танци.
Началото е преди няколко десетилетия, през 20-те години на 20 век.
Танцът е от бавните бални танци и се счита за началото на друг бален танц – куикстеп.
Не се танцува от най-ниския състезателен клас D.